# Comanchero Motorcycle Club
Der Comanchero Motorcycle Club ist ein Outlaw-Motorradclub aus Australien mit Ortsgruppen („Chaptern“) in Strathfield, und Erskine Park in New South Wales. Die Comancheros sind Teilnehmer am United Motorcycle Council von New South Wales, die gegen das schlechte Image der Outlaw-Clubs vorgehen will. Da die Comancheros jedoch durch ihre Territorialkämpfe mit den Hells Angels selbst aktiv zu diesem schlechten Image beigetragen haben, wird die Ernsthaftigkeit ihrer Teilnahme in der Öffentlichkeit in erheblichen Zweifel gezogen.

## Geschichte
Der Club wurde 1968 von William George „Jock“ Ross, einem schottischen Einwanderer, in Sydney gegründet. Den Namen leitete er vom John-Wayne-Film Die Comancheros ab. 1982 wurde von Anthony Mark „Snoddy“ Spencer, der die Autorität von Ross nicht akzeptierte, ein zweites Chapter gegründet. In den Vereinigten Staaten traf sich Spencer zusammen mit seinem „Bruder“ Charles Paul „Charlie“ Scibberas mit Mitgliedern des texanischen Motorradclub Bandidos. Die beiden Clubs wurden Verbündete. Später wurde dieses zweite Chapter zum ersten Bandidos-Chapter in Australien.
Die ursprünglichen Comancheros und die Bandidos waren ab diesem Zeitpunkt Rivalen. 1984 kam es zum sogenannten „Milperra Massacre“ („Massaker von Milperra“), einer Schießerei, bei der sieben Menschen starben, darunter vier Comancheros, zwei Bandidos und ein 14-jähriger Schaulustiger. Ross wurde wegen seiner Beteiligung zu lebenslanger Haft verurteilt.
Die Comancheros und die Hells Angels waren außerdem am 22. März 2009 an einer Schlägerei am Flughafen von Sydney beteiligt. Insgesamt waren nach Polizeiangaben 15 Menschen an der Schlägerei beteiligt; ein Mann wurde zu Tode geprügelt. Die Schlägerei resultierte wohl daraus, dass ein Comanchero und ein Hells Angel mit dem gleichen Flug aus Melbourne eintrafen. Vier Comancheros wurden festgenommen und angeklagt. Comanchero-Präsident Mick Hawi wurde am 2. November 2011 des Mordes für schuldig befunden. Als Ergebnis dieser Radikalisierung ließ der Premierminister von New South Wales, Nathan Rees, die Anti-Gang-Einheiten der Polizei um 50 Beamte auf 125 Mann erhöhen.
Aus Versehen haben Gefängnisbeamte in Australien 2009 eine Liste von allen bekannten Comancheros, zusammen mit deren Adressen und Geburtstagen an ihre Rivalen von den Hells Angels gefaxt. Eigentlich sollten die Hells Angels eine Liste ihrer eigenen Mitglieder erhalten, nicht die ihrer Feinde. Die Beamten erfuhren erst aus der Presse von ihrem Irrtum.
Mit Duax Ngakuru wurde 2009 ein neuer Präsident gewählt.